# Carolina de Baden
Frederica Caroline Wilhelmina (n. 13 iulie 1776, Karlsruhe, Germania – d. 13 noiembrie 1841, München, Regatul Bavariei), a fost Mare Ducesă de Baden și mai târziu prima regină a Bavariei ca soție a lui Maximilian I de Bavaria. A fost sora Țarinei Louise de Baden (Elisabeta Alexeievna), soția Țarului Alexandru I al Rusiei.
La 9 martie 1797 la Karlsruhe a devenit a doua soție a lui Maximilian, Duce de Palatinat-Zweibrücken, care doi ani mai târziu a moștenit Bavaria. Au avut șapte copii.

## Arbore genealogic
| Carolina de Baden Casa de ZähringenNaștere: 13 iulie 1776 Deces: 13 noiembrie 1842 |                               |                                          |
| Regalitate germană                                                                 |                               |                                          |
| Predecesor: Titlu nou                                                              | Regină a Bavariei 1806 – 1825 | Succesor: Theresa de Saxa-Hildburghausen |

1. 1 2 3  Find a Grave, accesat în 30 iulie 2024
2. 1 2  „Carolina de Baden”, Gemeinsame Normdatei, accesat în 27 aprilie 2014
3. 1 2  unnamed son von Baden, The Peerage, accesat în 9 octombrie 2017
4. 1 2  The Peerage